# Monumento de los cuatro moros
El Monumento de los cuatro moros (monumento dei Quattro mori) es un célebre grupo escultórico de la piazza Micheli en Livorno (Italia), que data del año 1626. 
El monumento fue levantado para conmemorar la victoria de Fernando I de Médici contra el Imperio Otomano y constituye uno de las señas de identidad y símbolo de la ciudad de Livorno. Toma su nombre de las cuatro esculturas de bronce de esclavos "moros", realizadas por Pietro Tacca, que se encuentran en la base del pedestal sobre el que se levanta la estatua de Fernando I.

## Historia
Para celebrar las victorias en las campañas militares de la Orden de caballeros de San Esteban contra el Imperio Otomano y los piratas berberiscos, Fernando I de Médici, mandó erigir un monumento junto a los muelles de Livorno. Primero encargó una estatua suya que debía coronar el monumento, al escultor Giovanni Bandini, que este elaboró en Carrara entre 1595 y 1601, año en que fue transportada en barco hasta Livorno. En 1617, con Cosme II de Medici ya en el poder, se construyó un pedestal y en 1621 se le encargó a Pietro Tacca que completara el trabajo de Bandini con la construcción de una base de mármol para el pedestal y un conjunto escultórico con "cuatro moros", que Tacca realizó en varias etapas entre 1623 y 1626. Él realizó el grupo de esclavos encadenados que se colocaron alrededor de la estatua de Fernando, mientras que un miembro de su taller, Taddeo di Michele, hizo la parte superior del pedestal de mármol. El monumento debería haber sido completado con las dos fuentes de los Monstruos Marinos, realizadas también por Tacca alrededor de 1630, pero las fuentes nunca llegaron a Livorno, sino que se colocaron en la Piazza della Santissima Annunziata en la ciudad de Florencia. Después de la Segunda Guerra Mundial, se realizaron dos réplicas a partir de los moldes originales de Tacca, para ser colocadas en Piazza Colonnella en Livorno, cerca del Monumento de los cuatro moros, como señal de amistad entre los municipios de Florencia y Livorno.
Este monumento de los Quattro Mori corrió el riesgo de ser destruido durante la invasión francesa de Livorno, en marzo de 1799; cuando el ejército napoleónico animado por ideales de libertad e igualdad social, vio en los esclavos encadenados un símbolo de opresión y tiranía. Aunque el conjunto se salvó fue saqueado por las tropas francesas.
En el siglo XIX, se planteó la posibilidad de trasladar el monumento a la Piazza Grande. Otra propuesta para su cambio de ubicación se registró en años previos a la Segunda Guerra Mundial, cuando se planteó su ubicación en el centro de la Piazza delle Adunate que debía haber surgido alrededor del nuevo Edificio del Gobierno. El estallido de la guerra llevó a la suspensión del mismo, aunque para evitar los riesgos de los bombardeos la estatua de Fernando I se llevó a la Cartuja, mientras que los cuatro moros primero fueron colocadas en el Cisternino di Pian di Rota y más tarde en Villa medicea de Poggio a Caiano. En junio de 1950, tras una cuidadosa restauración, las obras volvieron a Livorno y fueron reubicadas en su lugar original.

## Descripción
La obra está compuesta por cuatro hombres realizados en bronce, encadenados a la base de un alto pedestal, sobre el cual se erige la estatua del Gran Duque Fernando I, que está representado con el uniforme de la Orden de los Caballeros de San Esteban, la institución militar fundada por Cosimo I de Medici para luchar contra otomanos y piratas berberiscos en el Mediterráneo.
El tema de los cautivos o prisioneros que demuestran la fuerza militar de un comandante, no es una idea artística nueva, sino que ha existido desde el arte romano, como se muestran por ejemplo en los presos dacios del Foro de Trajano, y en esa clave se recuperaron durante el periodo del Renacimiento, como sucede en los presos del famoso conjunto de  Miguel Ángel para la tumba del combatiente papa Julio II. Representaciones similares también se encuentran en el monumento ecuestre que representa el rey Enrique IV de Francia, erigido en el nuevo puente en París (1614) y que fue derribado durante la Revolución francesa en 1792. Un trabajo similar fue erigido en memoria del rey de Francia Luis XIV en 1684 en la plaza de los Vosgos y que también fue demolido en 1792. En el Museo Nacional de Múnich se encuentra el boceto de un monumento ecuestre al elector Wittelsbach Max Emanuel, en cuyo frente, se colocan en esquina dos estatuas de bronce de esclavos.
Las cuatro esclavos todavía constituyen la parte más importante de la obra de Tacca en el que destacan la torsión pronunciada (tomado del estilo de Juan de Bolonia) y las muestras de dolor que representan así su condición de cautividad, en un conjunto de gran realismo y elegancia. Pietro Tacca modeló a algunos de los esclavos encarcelados en los Baños Forzados, la gran prisión ubicada a poca distancia de la Antigua Fortaleza de la ciudad. Los modelos fueron elegidos para representar las cuatro edades de la vida humana y son de diferente etnia, todos con una expresión de profundo dolor psicológico y resignación.
Los espacios frontales del conjunto representan a un hombre vigoroso, el más joven de todos, conocido como Morgiano y quizás de origen griego o jónico, con su mirada hacia el cielo. Su pareja en la esquina derecha es  el viejo corsario, tradicionalmente conocido como Ali Melioco, quizás de origen turco. La profunda atención a los detalles anatómicos muestra la edad avanzada de su cuerpo musculoso y poderoso, resaltado en particular por las arrugas que surcan su rostro.
La pareja de estatuas de la parte trasera se colocó en la base del monumento posteriormente. El primero, probablemente de etnia norteafricana y conocido por algunos como Alì Salettino (quizás de la ciudad de Salè), representa el vigor de la edad madura, aún con un cuerpo poderoso y enérgico. Finalmente, el cuarto es claramente de origen africano.